# NSU 6/10 HP
La 6/10 HP è un'autovettura di fascia medio-bassa prodotta tra il 1906 ed il 1907 dalla Neckarsulmer Fahrradwerke AG, la Casa automobilistica tedesca che in seguito sarebbe divenuta nota come NSU. L'unità di misura HP, utilizzata per questo e per gli altri modelli NSU prodotti prima dell'avvento della prima guerra mondiale, fu mutata in PS (Pferdestärken) dopo l'arrivo di tale evento per tagliare ogni legame con il Regno Unito, avversario dell'Impero Tedesco durante la guerra. Per questo, tale modello viene indicato indifferentemente in entrambi i modi.

## Storia e profilo
Nel novembre del 1906, al Salone di Berlino, la Neckarsulmer Fahrradfabrik, ormai da circa un anno dedita anche alla produzione di autovetture, presentò la piccola 5/10 PS, un modello di fascia medio-bassa dotata di caratteristiche che la rendevano accessibile ad una schiera ben più ampia di clientela. Tuttavia i vertici della Casa di Neckarsulm non furono ancora convinti delle effettive qualità di questo modello, ragion per cui, poco tempo dopo la presentazione, la 5/10 PS fu oggetto di una rielaborazione del motore. Tale operazione andò avanti in maniera febbrile, in modo da rendere comunque la vettura risultante disponibile entro la fine dell'anno.

### Caratteristiche
Il modello derivante da tale rielaborazione fu pronto entro la fine di quel 1906 e fu lanciato sul mercato con il nome di 6/10 PS. Come si è detto, gli aggiornamenti più consistenti riguardarono il motore, la cui cilindrata fu innalzata a 1539,4 cm³ aumentando sia la misura dell'alesaggio (da 68 a 70 mm) che quella della corsa (dal 90 a 100 mm). Ciò spiega anche il passaggio ad una classe fiscale più alta (da 5 a 6 cavalli fiscali). Caratteristica di questo motore fu anche la particolare architettura biblocco, mentre la distribuzione era a valvole laterali con asse a camme nel basamento. Fu migliorato anche il sistema di raffreddamento, che fu dotato di una pompa per la circolazione dell'acqua, assente invece nella 5/10 PS. Per il circuito di raffreddamento, il costruttore raccomandava l'utilizzo di acqua piovana in luogo di quella corrente, in quanto quest'ultima risultava troppo ricca di calcare, he avrebbe finito con il compromettere l'affidabilità del sistema stesso. L'accensione era a magnete, ma a richiesta era disponibile un sistema a doppia accensione. La 6/10 PS condivise lo stesso telaio della 5/10 PS, ossia una struttura in acciaio a due longheroni ed una sola traversa posta all'estremità posteriore. Vista dall'alto, tale struttura aveva una forma ad U. Per conferire la necessaria rigidezza anche alle altre zone furono utilizzati direttamente il motore, l'alloggiamento del cambio (del tipo manuale a 3 marce) e l'armatura che fungeva sia da plancia che da parafiamma. Si trattava quindi di una costruzione piuttosto essenziale, che conferiva leggerezza all'insieme, in modo da avere prestazioni relativamente brillanti (per l'epoca) nonostante le scarse prestazioni del motore. La potenza massima di quest'ultimo, infatti, era di appena 11 CV a 1100 giri/min, e cioè appena 1 CV in più rispetto alla 5/10 CV, ma la velocità massima era compresa fra i 50 ed i 65 km/h, un buon dato per quei tempi. La trazione era chiaramente sulle ruote posteriori ed avveniva mediante l'utilizzo di un albero a cardano. Le sospensioni erano ad assale oscillante sia davanti che dietro, anche questo un interessante tentativo di emanciparsi dal rudimentale assale rigido. L'impianto frenante prevedeva un freno di servizio che agiva sull'albero di uscita della scatola cambio ed un freno a mano che agiva sulle ruote posteriori.
Introdotta nel mercato solo a pochi giorni dalla fine del 1906, la 6/10 PS cominciò la sua breve carriera commerciale solo all'inizio del 1907. La gamma prevedeva due varianti di carrozzeria phaeton, a due o a quattro posti. Nel primo caso, la vettura nasceva su di un telaio da 2 metri di passo, mentre nel caso della double-phaeton il telaio veniva allungato di 44 cm per ospitare la seconda fila di sedili. Si trattava di una vettura molto più accessibile rispetto alle grosse vetture NSU su licenza Pipe, ma non per questo richiedeva molte rinunce, anzi: su richiesta del cliente potevano essere apportate svariate personalizzazioni ai rivestimenti dei sedili ed anche alla verniciatura esterna, per la quale era previsto in origine unicamente il colore rosso. Per quanto riguardava i prezzi di listino, la versione a due posti era venduta ad un prezzo di 5.800 marchi mentre per la versione a quattro posti si richiedevano 700 marchi in più. A titolo di paragone, il solo autotelaio di una 15/24 PS, sempre della NSU ma molto più costosa ed esclusiva, costava ben 13.360 marchi. Ma rimanendo nell'ambito del prezzo richiesto per una 6/10 PS, si trattava comunque di una cifra enorme, pur essendo molto più ridotta rispetto a molti modelli di lusso dell'epoca. Basti pensare che nello stesso periodo, per lo stesso prezzo richiesto per una 6/10 PS si poteva comprare un appartamento di tre vani in centro, mentre una casa indipendente a due piani richiedeva circa il doppio.
La produzione della 6/10 PS terminò nell'autunno del 1907, un anno dopo la sua presentazione, e venne sostituita dalla 6/12 PS, lanciata nel dicembre dello stesso anno. Nella sottostante fascia delle vetture da 10 CV di potenza, tornò ad essere inserita una nuova edizione della 5/10 HP, ma solo a partire dal 1909.